# Раздельский сельсовет
Разде́льский сельсовет — упразднённая административная единица на территории Мстиславского района Могилёвской области Белоруссии.

## История
Упразднён решением Могилёвского областного совета депутатов от 20 ноября 2013 года. Входившие в состав сельсовета населённые пункты включены в Подсолтовский сельсовет.

## Состав
Раздельский сельсовет включал 19 населённых пунктов:
- Бель — деревня.
- Березетня — деревня.
- Богатьковка — деревня.
- Пацково — деревня.
- Рубановка — деревня.
- Вышово — деревня.
- Глинье — деревня.
- Каменка — деревня.
- Крутая — деревня.
- Курманово — деревня.
- Лужки — деревня.
- Нестерово — деревня.
- Осиновка — деревня.
- Раздел — деревня.
- Селищи — деревня.
- Славное — деревня.
- Соколово — деревня.
- Старина — деревня.
- Шамово — деревня.